# 小行星13147
小行星13147（13147 Foglia）是一颗绕太阳运转的小行星，为主小行星带小行星。该小行星于1995年2月24日发现。

## 轨道参数
小行星13147的轨道半长轴为2.9429017 UA，离心率为0.039。